# Николаевка (Партизанский район)
В Михайловском районе Приморского края тоже есть село Николаевка.
Никола́евка — посёлок сельского типа в Партизанском районе Приморского края. Входит в Новицкое сельское поселение.

## География
Посёлок Николаевка стоит на левом берегу реки Партизанская.
Через село проходит автотрасса Находка — Кавалерово.
Расстояние до села Новицкое (на юг) около 6 км, расстояние до районного центра Владимиро-Александровское около 25 км.

## История
Изначально было поселение корейцев, с появлением переселенцев из России корейское население обрусело. По одной из версий, в селе жил богатый кореец по имени Николай, по другой версии — часть переселенцев приехала из Николаевска-на-Амуре. В 1937 году значительная часть корейского населения с Дальнего Востока СССР была депортирована в республики Средней Азии. В селе Николаевка в это время началось строительство военного аэродрома и уже в 1938 году на аэродроме были размещены три отдельные средне-бомбардировочные эскадрильи — 22-я, 52-я, 53-я ОСБАЭ. С мая 1945 года по сентябрь 1947 года здесь базировался 18-й истребительный авиационный полк на самолетах Як-9.
К концу 1936 году был построен аэродром Николаевка. В августе—сентябре 1945 года в Николаевке располагалось управление 10-й бомбардировочной дивизии, 33-й и 34-й бомбардировочные авиаполки.
В разные годы в гарнизоне дислоцировались разные авиационные части ВВС Тихоокеанского флота. Последние десятилетия размещались 289 ОПЛАП на самолётах типа Бе-6 и Бе-12, 77 ОПЛАП на Ил-38, Ил-22, Ан-26. После расформирования гарнизона Новонежино в 289-й полк ввели вертолётную эскадрилью..

## Население
| 1900 | 1912 | 1915 | 2002  | 2010  | 2021  |
| ---- | ---- | ---- | ----- | ----- | ----- |
| 254  | →254 | ↗351 | ↗4150 | ↘3417 | ↘3041 |

Население по переписи 2002 года составило 4150 человек, из которых 53,7 % мужчин и 46,3 % женщин.

## Инфраструктура
Закрытый гарнизон МО РФ. На западной оконечности пос. Николаевка, в непосредственной близости от домов расположен военный аэродром Николаевка-Приморская, с дислокацией противолодочной авиации на Ил-38 и Ка-27, в настоящее время головной аэродром 7062 Авиационной базы ВВС КТОФ.